# Snowboard aux Jeux olympiques de 2018 – Big air femmes
Navigation
Pékin 2022
Le big air féminin des Jeux olympiques d'hiver de 2018 a lieu les 19 février 2018 et 22 février 2018. C'est la première apparition de cette discipline aux Jeux d'hiver.

## Médaillés
| Or                     | Argent                      | Bronze                                  |
| Anna Gasser (Autriche) | Jamie Anderson (États-Unis) | Zoi Sadowski-Synnott (Nouvelle-Zélande) |

## Résultats

### Qualifications
| Rang | Dossard | Athlète              | Nationalité        | 1er Passage | 2e Passage | Meilleur | Notes |
| ---- | ------- | -------------------- | ------------------ | ----------- | ---------- | -------- | ----- |
| 1    | 14      | Anna Gasser          | Autriche           | 88.25       | 98.00      | 98.00    | Q     |
| 2    | 12      | Yuka Fujimori        | Japon              | 82.00       | 94.25      | 94.25    | Q     |
| 3    | 11      | Reira Iwabuchi       | Japon              | 80.00       | 92.75      | 92.75    | Q     |
| 4    | 16      | Laurie Blouin        | Canada             | 90.25       | 92.25      | 92.25    | Q     |
| 5    | 7       | Zoi Sadowski-Synnott | Nouvelle-Zélande   | 72.75       | 92.00      | 92.00    | Q     |
| 6    | 9       | Jamie Anderson       | États-Unis         | 30.25       | 90.00      | 90.00    | Q     |
| 7    | 15      | Miyabi Onitsuka      | Japon              | 81.75       | 86.50      | 86.50    | Q     |
| 8    | 5       | Sina Candrian        | Suisse             | 31.75       | 86.00      | 86.00    | Q     |
| 9    | 6       | Julia Marino         | États-Unis         | 83.75       | 85.25      | 85.25    | Q     |
| 10   | 13      | Silje Norendal       | Norvège            | 76.00       | 77.50      | 77.50    | Q     |
| 11   | 4       | Spencer O'Brien      | Canada             | 69.50       | 76.75      | 76.75    | Q     |
| 12   | 17      | Jessika Jenson       | États-Unis         | 76.25       | 39.75      | 76.25    | Q     |
| 13   | 24      | Jessica Rich         | Australie          | 73.50       | 74.25      | 74.25    |       |
| 14   | 3       | Hailey Langland      | États-Unis         | 73.00       | 29.00      | 73.00    |       |
| 15   | 19      | Carla Somaini        | Suisse             | 70.75       | 24.75      | 70.75    |       |
| 16   | 10      | Enni Rukajärvi       | Finlande           | 68.75       | 49.75      | 68.75    |       |
| 17   | 8       | Brooke Voigt         | Canada             | 67.75       | 32.00      | 67.75    |       |
| 18   | 26      | Elena Könz           | Suisse             | 62.00       | 65.75      | 65.75    |       |
| 19   | 22      | Šárka Pančochová     | République tchèque | 65.50       | 30.00      | 65.50    |       |
| 20   | 1       | Cheryl Maas          | Pays-Bas           | 65.00       | 44.75      | 65.00    |       |
| 21   | 18      | Sofya Fyodorova      | Russie (OAR)       | 64.00       | 23.25      | 64.00    |       |
| 22   | 23      | Isabel Derungs       | Suisse             | 54.00       | 59.25      | 59.25    |       |
| 23   | 21      | Klaudia Medlová      | Slovaquie          | 30.75       | 50.50      | 50.50    |       |
| 24   | 25      | Asami Hirono         | Japon              | 27.50       | 37.75      | 37.75    |       |
| 25   | 2       | Aimee Fuller         | Grande-Bretagne    | 25.00       | 14.25      | 25.00    |       |
| 26   | 20      | Kateřina Vojáčková   | République tchèque | 19.00       | 10.50      | 19.00    |       |

### Finale
| Rang                                | Dossard | Athlète              | Nationalité      | 1er Passage | 2e Passage | 3e Passage | Meilleur | Notes |
| ----------------------------------- | ------- | -------------------- | ---------------- | ----------- | ---------- | ---------- | -------- | ----- |
| Médaille d'or, Jeux olympiques      | 1       | Anna Gasser          | Autriche         | —           | 89.00      | 96.00      | 185.00   |       |
| Médaille d'argent, Jeux olympiques  | 2       | Jamie Anderson       | États-Unis       | 90.00       | 87.25      | —          | 177.25   |       |
| Médaille de bronze, Jeux olympiques | 8       | Zoi Sadowski-Synnott | Nouvelle-Zélande | 65.50       | 92.00      | —          | 157.50   |       |
| 4                                   | 13      | Reira Iwabuchi       | Japon            | 79.75       | 67.75      | —          | 147.50   |       |
| 5                                   | 9       | Sina Candrian        | Suisse           | —           | 76.25      | 64.00      | 140.25   |       |
| 6                                   | 5       | Silje Norendal       | Norvège          | 70.50       | 61.00      | —          | 131.50   |       |
| 7                                   | 12      | Yuka Fujimori        | Japon            | 82.25       | 40.50      | —          | 122.75   |       |
| 8                                   | 7       | Miyabi Onitsuka      | Japon            | 78.75       | —          | 40.25      | 119.00   |       |
| 9                                   | 6       | Spencer O'Brien      | Canada           | 51.25       | —          | 62.00      | 113.25   |       |
| 10                                  | 4       | Julia Marino         | États-Unis       | —           | 74.50      | 18.75      | 93.25    |       |
| 11                                  | 20      | Jessika Jenson       | États-Unis       | —           | 21.50      | 19.00      | 40.50    |       |
| 12                                  | 10      | Laurie Blouin        | Canada           | —           | 39.25      | DNS        | 39.25    |       |